# Immaterialismus
Der Ausdruck Immaterialismus wurde bisweilen in unterschiedlichem Sinne verwendet, um bestimmte ontologische Positionen zu bezeichnen, darunter Positionen, welche auf eine der folgenden Thesen verpflichtet sind:
- Was uns als Materie erscheint, ist reduzierbar auf Bedingungen im Erkenntnissubjekt: Idealismus. (Eine antirealistische These.)
- Was uns als Materie erscheint, ist reduzierbar auf immaterielle Objekte: Spiritualismus. (Eine realistische These.)
- Was uns als Materie erscheint, existiert wirklich, ebenso wie aber auch Immaterielles. Impliziert die Negation des ontologischen Materialismus. (Eine realistische These.)

## Begriffsgeschichte
Die bekannteste und philosophiehistorisch wichtigste Begriffsverwendung von „Immaterialismus“ im Sinne eines Idealismus ist die entsprechende Selbstbezeichnung der Position von George Berkeley. Dieser zufolge hat die räumlich erstreckte Außenwelt kein objektives Sein, sondern „existiert“ nur mittelbar, insofern sie dem Subjekt erscheint. Die vielzitierte Kurzformel „Their esse is percipi“ fasst dies prägnant zusammen: materielle Objekte sind nur, insofern sie aufgefasst werden, ihr Sein ist Wahrgenommensein.
Ähnliche Positionen waren kurz zuvor von Pierre de Lanion und Jean Brunet vertreten worden, zeitgleich auch von Arthur Collier, im 19. Jh. dann von Collyns Simon.
Der Ausdruck „Idealismus“ wurde zunächst von Leibniz für die platonische Philosophie gebraucht, wird dann aber im 18. Jh. zur Kennzeichnung vorbenannter Position verwendet, wofür der Wortgebrauch Wolffs maßgeblich wird.
Auch Berkeleys Philosophie wurde später mit der Kennzeichnung „Spiritualismus“ versehen.
Denis Diderot definiert abweichend Immaterialismus als die (dritte einführend angeführte) These, dass sowohl Materielles wie Immaterielles existiert.